# Mezoamerický korálový útes

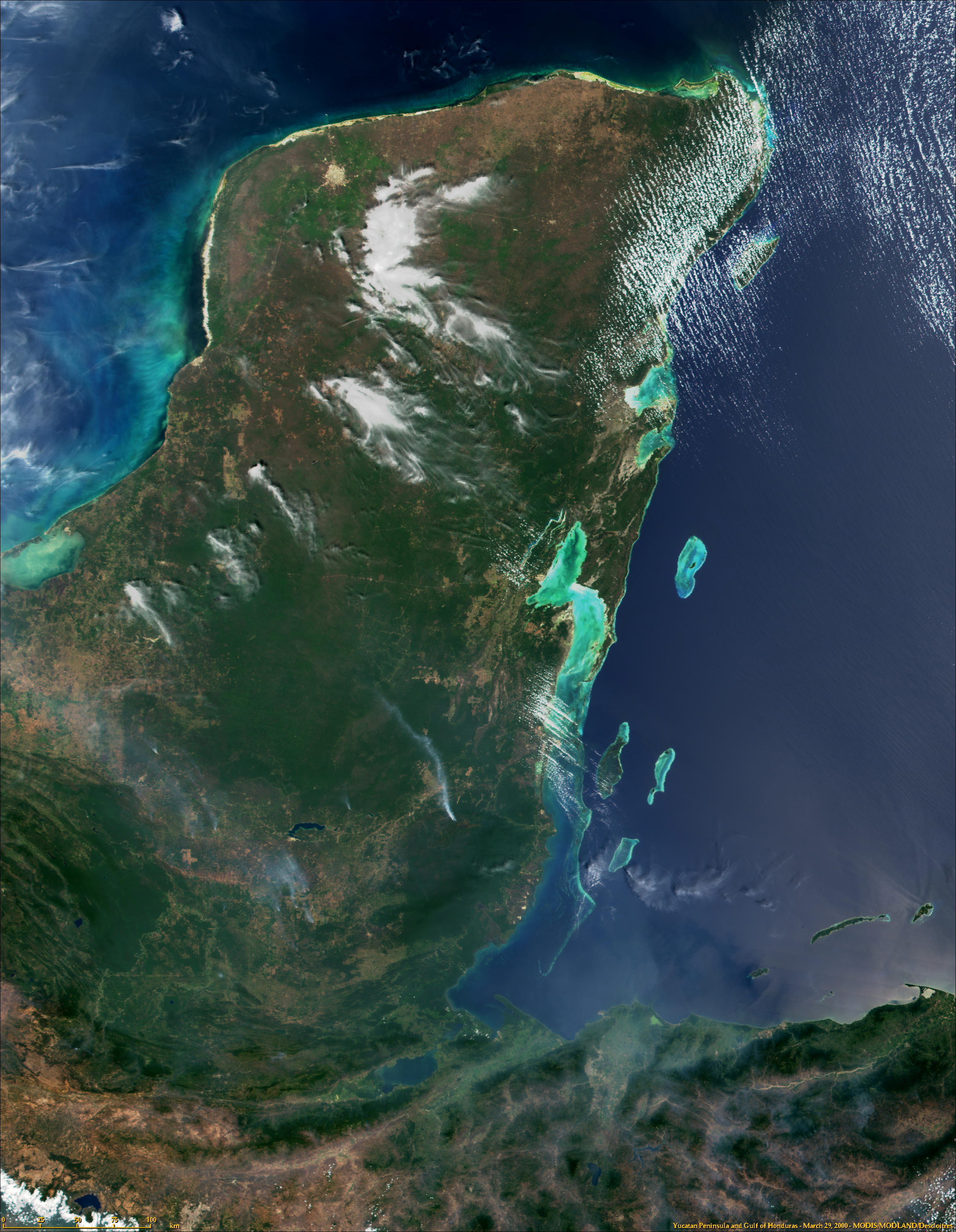
satelitní snímek oblasti Yucatánského poloostrova a Honduraského zálivu

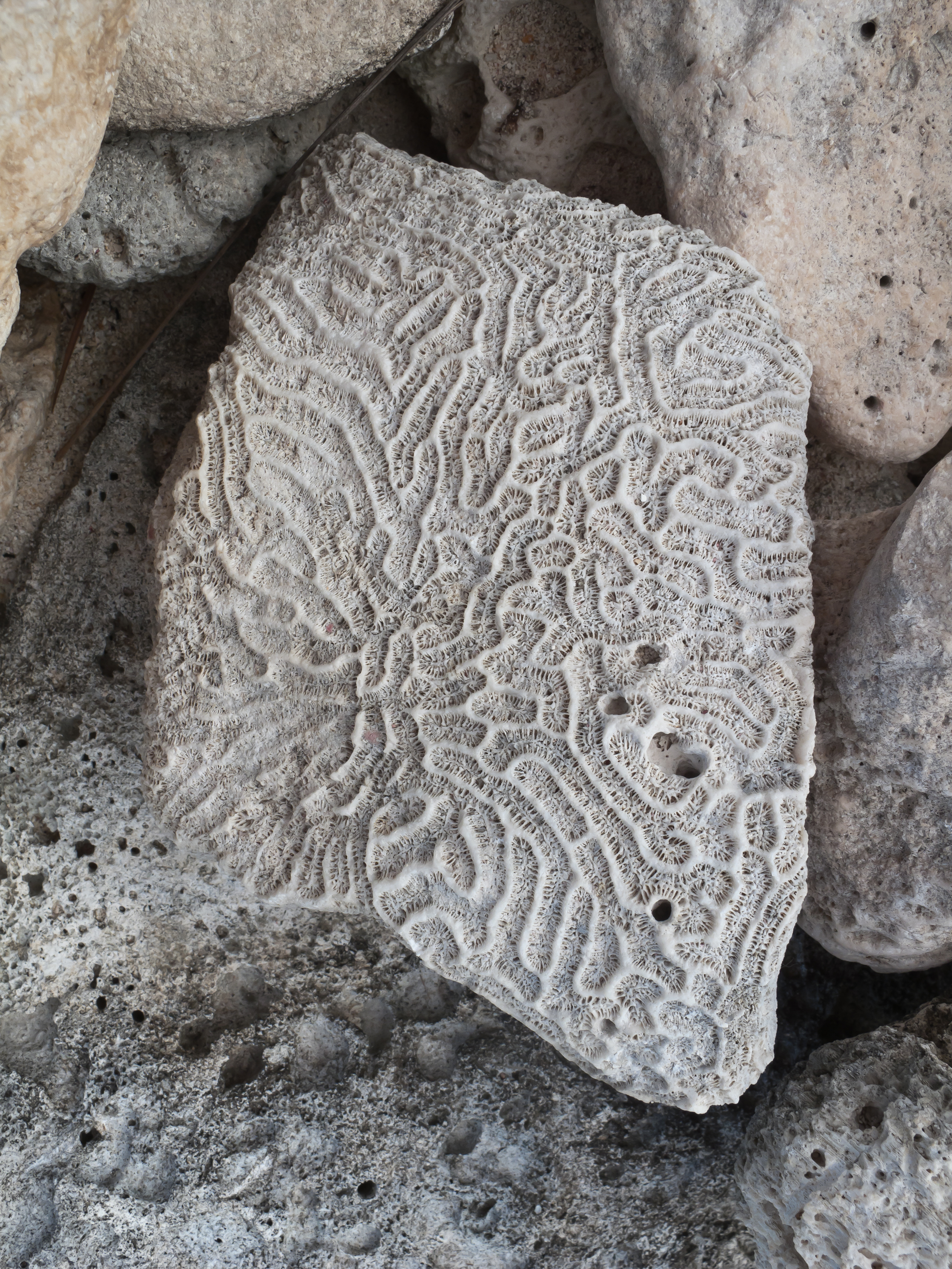
kámen z korálového útesu

Mezoamerický korálový útes též Mezoamerický systém korálových útesů nebo Mezoamerický bariérový útes je rozsáhlý systém korálových útesů a atolů v oblasti Střední Ameriky. Kromě korálových útesů a atolů zdejší ekosystém vytvářejí písečné pláže a duny, pobřežní laguny a mokřady, mangrovové lesy či podmořské louky řas a trav.
Rozkládá se ve výsostných vodách 4 států - Mexika, Belize, Guatemaly a Hondurasu. Dosahuje délky přibližně 1000 km, je to největší korálový útes na západní polokouli (v celosvětovém měřítku je větší jen Velký bariérový útes na pobřeží severovýchodní Austrálie). Táhne se podél východního pobřeží Yucatánského poloostrova (jako počátek korálového systému bývá uváděn mys Cabo Catoche na severu mexického státu Quintana Roo), podél pobřeží Belize, přes Honduraský záliv až k honduraskému souostroví Islas de la Bahía.
Bylo zde napočítáno na 60 druhů korálů a 500 druhů ryb. Žije zde významná populace kapustňáka širokonosého a žraloka obrovského.

## Chráněná území
Významná část korálového útesu byla prohlášena za národní parky, mořské rezervace či jiná chráněná území. Následující výčet uvádí jen nejrozlehlejší chráněná území.
 Mexiko
- národní park Isla Contoy (5126 ha)
- národní park Costa Occidental de Isla Mujeres, Punta Cancún y Punta Nizuc (8673 ha)
- národní park Arrecife de Puerto Morelos (9067 ha)
- národní park Arrecifes de Cozumel (11 988 ha)
- biosférická rezervace Arrecifes de Sian Ka'an (34 927 ha)
- biosférická rezervace Banco Chinchorro (144 360 ha)
- biosférická rezervace Sian Ka'an (528 148 ha) – zároveň přírodní dědictví UNESCO[7]
- národní park Arrecifes de Xcalak (17 949 ha)

 Belize
- Belizský bariérový útes (96 300 ha) – zároveň přírodní dědictví UNESCO[9][10]
- mořská rezervace Port Honduras (39 146 ha)
- mořská rezervace Gladden Spit and Silk Cayes (10 359 ha)

 Honduras
- mořská přírodní památka Archipiélago Cayos Cochinos (122 012 ha)
- národní mořský park Islas de la Bahía (647 152 ha)

## Fotogalerie

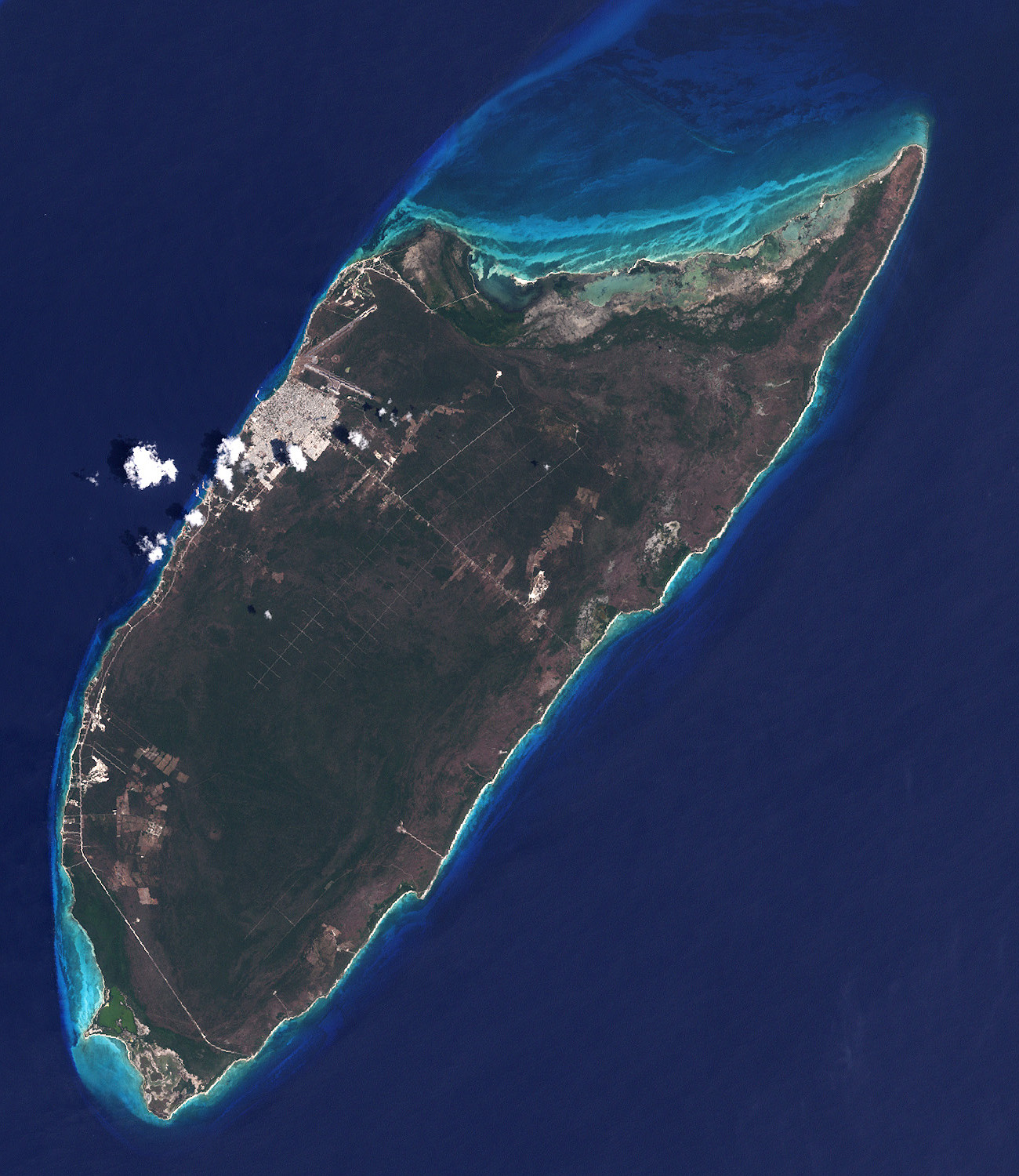
ostrov Cozumel
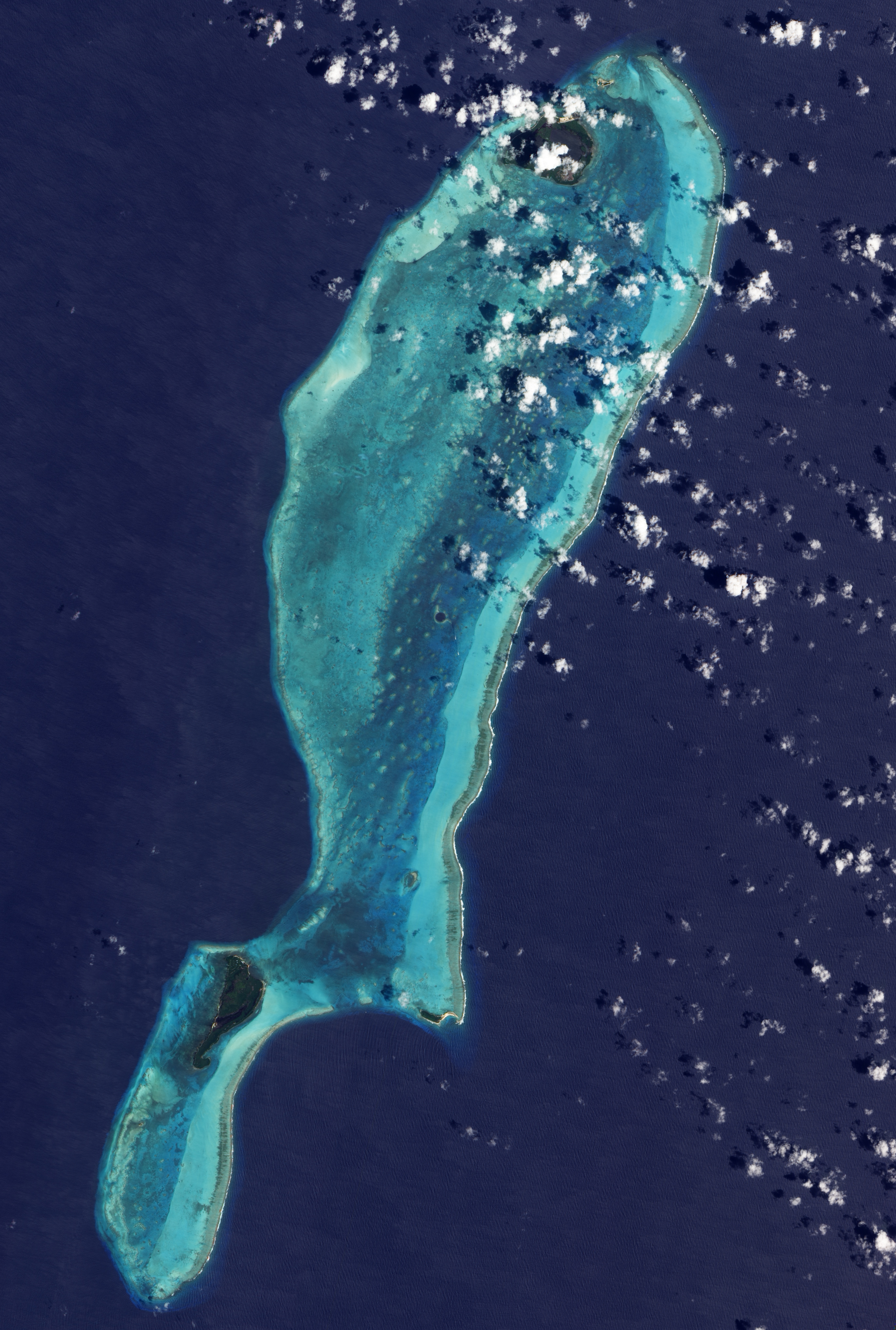
atol Lighthouse
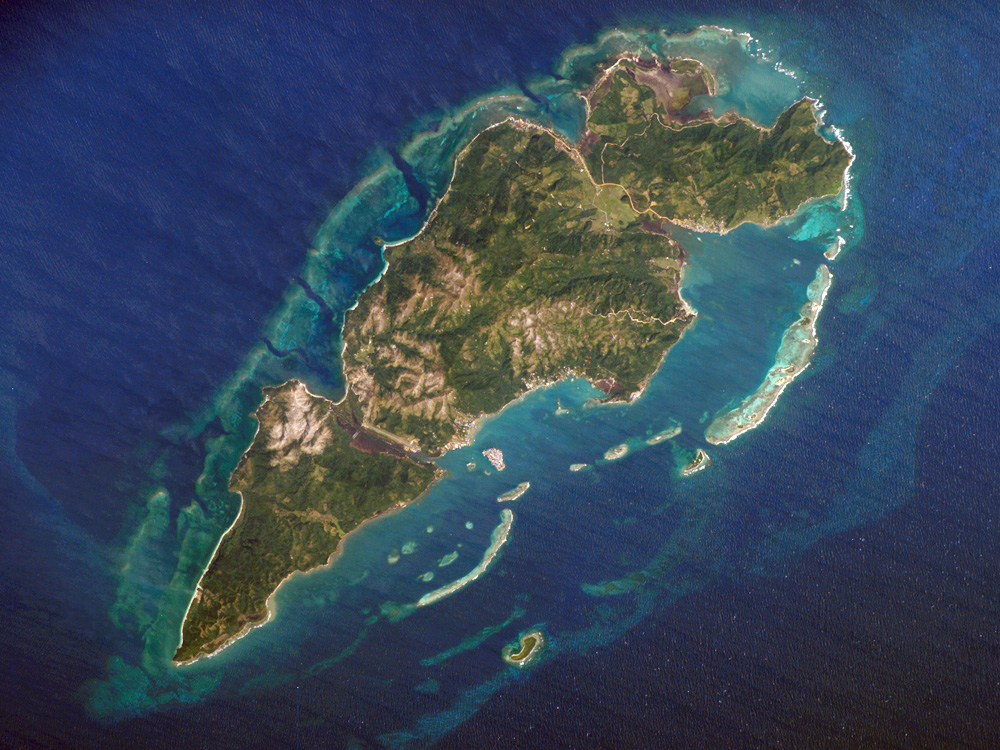
ostrov Guanaja
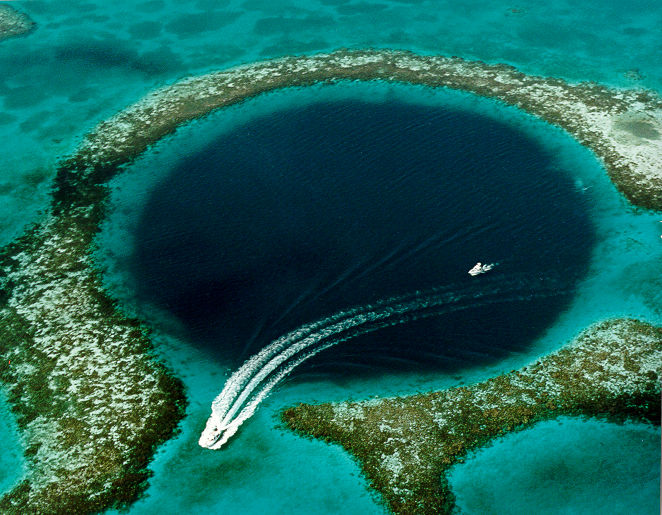
Great Blue Hole